# 通把河
通把河，是中国长江流域的一条河流，汇入雅砻江，属于金沙江水系。河长65千米，流域面积1370平方千米，年均流量10立方米每秒。自然落差605米。水能理论蕴藏量2万千瓦。